# Чорнушка (Медведевський район)
Чорну́шка (рос. Чернушка, марій. Чернушка) — селище у складі Медведевського району Марій Ел, Росія. Входить до складу Сидоровського сільського поселення.

## Населення
Населення — 69 осіб (2010; 50 у 2002).
Національний склад (станом на 2002 рік):
- росіяни — 54 %
- марі — 34 %